# Nationaal park Goongarrie
Nationaal park Goongarrie is een nationaal park in de regio Goldfields-Esperance in West-Australië. Het ligt 592 kilometer ten oosten van Perth, 94 kilometer ten noorden van Kalgoorlie en 40 kilometer ten zuiden van Menzies.

## Geschiedenis
De goudzoekers Pickersgill, Frost en Cahill vonden goud in de streek in de jaren 1890 en er ontwikkelde zich een goudzoekersdorp. De plaats werd eerst 'The Roaring Gimlet' genoemd naar de koude zuidwestenwind die door de 'Gimlet'-bomen waaide. Toen het plaatsje op haar hoogtepunt was stond het bekend als 'Ninety Mile' omdat het negentig mijl van Kalgoorlie lag. In 1895 werd het officieel gesticht en Goongarrie genoemd naar Lake Goongarrie. De naam is van oorsprong aborigines maar de betekenis is niet gekend.
Het dorp Goongarrie liep in het begin van de twintigste eeuw leeg toen de goldrush afnam. In 1924 ging het op in het honderdduizend hectare grote Goongarrie Station, een pastoral lease. In 1978 werd het zestigduizend hectare grote nationaal park Goongarrie opgericht. De West-Australische overheid kocht in 1995 Goongarrie Station op krachtens het 'Sandalwood Conservation and Regeneration Program'. De voormalige lease wordt als natuurreservaat voorgedragen.

## Geografie
De Goldfields Highway (A49) loopt langs het park en sluit aan op de Great Northern Highway (N95) en de Coolgardie–Esperance Highway (N94). De uitvalsbasis voor het park is de Goolgarrie Homestead. Ze bestaat uit drie gebouwen : de hofstede, het sandelhoutkapperskamp en het schapenscheerdershuisje. Er is ook plaats om te kamperen. De Goongarrie- en Owenzoutmeren liggen in het gebied dat het nationaal park en het voormalige Goongarrie Station omvat. Het Marmionzoutmeer ligt ten noorden van het park. Het Marmionzoutmeer worden onderzocht met het oog op de winning van kaliumsulfaat dat gebruikt wordt voor de productie van kunstmest.

## Fauna en flora
Het nationaal park Goongarrie werd gesticht omdat het op de grens ligt tussen twee ecoregio's. Langs de zuidwestelijke zijde bevindt zich de Coolgardie-ecoregio, een eucalyptusbosgebied. Ten zuiden van Goongarrie ligt de Murchison-ecoregio, scrubland met vooral acacia's. Als gevolg daarvan zijn er in het park planten- en dierensoorten te vinden uit beide zones waardoor de soortenrijkdom toeneemt.
De witbrauwkruiper, de grasparkiet en de bandsteltkluut komen voor in het park.
Alexander Morrison · 
Avon Valley · 
Badgingarra · 
Bandiln͟gan (Windjana Gorge) · 
Beelu · 
Boorabbin · 
Brockman · 
Cape Arid · 
Cape Le Grand · 
Cape Range · 
Cliff Spackman · 
Collier Range · 
Dan͟ggu · 
D'Entrecasteaux · 
Dimalurru (Tunnel Creek) · 
Drovers Cave · 
Drysdale River · 
Eucla · 
Fitzgerald River · 
Francois Peron · 
Frank Hann · 
Gloucester · 
Goldfields Woodlands · 
Goongarrie · 
Gooseberry Hill · 
Greater Beedelup · 
Greenmount · 
Hassell · 
Hidden Valley · 
John Forrest · 
Kalamunda · 
Kalbarri · 
Karijini · 
Karlamilyi · 
Kennedy Range · 
Lawley River · 
Leeuwin-Naturaliste · 
Lesmurdie Falls · 
Lesueur · 
Millstream-Chichester · 
Mitchell River · 
Moore River · 
Mount Augustus · 
Mount Frankland · 
Mount Roe-Mount Lindesay · 
Nambung · 
Neerabup · 
Peak Charles · 
Porongurup · 
Purnululu · 
Scott · 
Serpentine · 
Shannon · 
Sir James Mitchell · 
Stirling Range · 
Stokes · 
Tathra · 
Torndirrup · 
Tuart Forest · 
Unnamed (Nr. 17519) · 
Unnamed (Nr. 46400) · 
Walpole-Nornalup · 
Walyunga · 
Warren · 
Watheroo · 
Waychinicup · 
Wellington · 
West Cape Howe · 
William Bay · 
Wolfe Creek Meteorite Crater · 
Yalgorup · 
Yanchep
Overzicht Nationale parken in:
 Australië · New South Wales · Noordelijk Territorium · Queensland · Zuid-Australië · Tasmanië · Victoria · West-Australië